# Amazonia – Kopfjagd im Regenwald
Amazonia – Kopfjagd im Regenwald (Originaltitel: Schiave bianche – Violenza profonda) ist ein dem Exploitation-Genre nahestehender Kannibalenfilm aus dem Jahr 1985. Bei dieser Inszenierung führte Mario Gariazzo unter dem Pseudonym Roy Garrett Regie. Alternativtitel sind Cannibal Holocaust 2 und Amazonia – Die Catherine Miles Story.
Wie auch in anderen Genrefilmen üblich inszenierte Gariazzo sein Werk in einem realistisch anmutenden Dokumentationsstil. Der Film handelt von einer Frau, Catherine Miles, die einem britischen Journalisten ihre Lebensgeschichte von der gewaltsamen Verschleppung durch Indianer im Amazonasgebiet erzählt, sowie von ihrer Flucht und ihrer Rache an den Verantwortlichen.

## Handlung
Die blonde Catherine Miles, die wohlbehütet in einem Internat in London lebt, besucht an ihrem 18. Geburtstag ihre vermögenden Eltern im brasilianischen Amazonasgebiet. Kurz nach ihrer Ankunft wird sie von Familienangehörigen und zwei verarmten Verwandten, ihrer Tante María nebst zwielichtigem Ehemann José, begrüßt. Ihr Onkel hatte einst sein ganzes Hab und Gut mit dubiosen Spekulationsgeschäften verloren und arbeitet seitdem als Verwalter auf der Miles-Plantage, die er eines Tages zu erben erhofft. Nach einem Vorschlag Josés unternimmt Catherine gemeinsam mit ihren Eltern eine Bootsfahrt, um in einer kaum erforschten Region des Amazonas zu picknicken. Dabei wird das luxuriöse Hausboot von Unbekannten angegriffen, die ihre Eltern mit Giftpfeilen töten, Catherine jedoch nur betäuben. Als die junge Frau das Bewusstsein wiedererlangt, ist sie von Indianern um deren Anführer Umukai umgeben, der sie inmitten der Wildnis rettet. Ihre Retter enthaupten die toten Eltern im Beisein des schockierten Mädchens, lassen die leblosen Körper zurück und wandern mit den abgetrennten Trophäen in ihr abgelegenes Dschungeldorf.
Im Stammesdorf der Kopfjäger angelangt, beginnt für Catherine eine Tortur. Die weiße Frau, an der mehrere Männer Interesse anmelden, wird öffentlich gedemütigt und trotz der Intervention von Umukai einem älteren Indianer zur Seite gestellt. Misshandlungen der Dorfgemeinschaft folgen, bis es dem stattlichen Kämpfer Umukai gelingt, ihren verhassten Peiniger in einem tödlichen Zweikampf zu besiegen. Daraufhin sichert sich der verliebte Krieger das eheähnliche Vorrecht auf Catherine. Die Gefangene kann die ihr entgegengebrachte Sympathie jedoch nicht erwidern, da sie den Indianer irrtümlich mitverantwortlich für den Mord an ihren Eltern macht und daher nur Ekel und Abscheu empfindet.
Nach und nach passt sie sich als respektiertes Stammesmitglied dem Dorfleben an, erlernt mühselig deren Sprache und arrangiert sich so mit den Einheimischen, da eine Flucht zunächst aussichtslos erscheint. Dennoch plant sie, den Tod ihrer Eltern zu rächen, während Umukai geduldig und vertrauensvoll um ihre Gunst wirbt. Nach mehreren Monaten unter den Eingeborenen erfährt Catherine schließlich, dass ihre Eltern nicht von den Indianern, sondern von angeheuerten Verbrechern getötet wurden, die im Auftrag ihrer habgierigen Verwandten handelten. Umukai war seinerzeit Zeuge dieses Anschlages, konnte jedoch nur noch Catherine retten. Sie versöhnt sich mit Umukai – der Anfang einer kurzen, leidenschaftlichen Liebesbeziehung.
Auf der Suche nach den Mördern ihrer Eltern begibt sich die Rächerin am Ende des Films zum Anwesen ihrer Eltern, wo sie ihre Tante María und ihren Onkel José vorfindet und diese kaltblütig vergiftet und anschließend enthauptet. Aufgrund der strengen Gesetze des Stammes kann sie jedoch nicht bei Umukai und dessen Sippe verbleiben, so dass sie sich freiwillig den Behörden stellt. Sie wird aufgrund verminderter Zurechnungsfähigkeit zu einem achtjährigen Aufenthalt in einer psychiatrischen Klinik verurteilt. Am Ende des Films sehnt sich die inzwischen verheiratete Mutter eines Kleinkindes in der Zivilisation nach der großen Liebe ihres Lebens – Umukai.

## Kritiken
Das Lexikon des internationalen Films vermerkt, die Produktion ist ein „spekulatives Urwaldabenteuer mit einer abwegigen Handlung und krassen Verzeichnungen“.
Roberto Poppi schreibt im Dizionario del Cinema italiano: „Der Film ist rüde, schlecht erzählt und streift ab und zu die Lächerlichkeit.“
Peter M. Gaschler bezeichnete in Fantasia, dem Magazin des Ersten Deutschen Fantasy Clubs, den Film als bizarren und budgetlosen Trash aus Europa: „Wie von Anfängern inszeniert und gespielt, komplett unrealistisch mit nichtssagendem, kostenlosem Dokumentarfilm-Material, eine Affenschande.“

## Indizierung
Der Film wurde im August 1987 indiziert, aber diese Entscheidung nach 25 Jahren im August 2012 von der Bundesprüfstelle für jugendgefährdende Medien wieder aufgehoben. Nach einer Neuprüfung durch die FSK im Juni 2021 wurde die Altersfreigabe für die ungekürzte Fassung auf 16 Jahre herabgesetzt.